# Івановський Георгій Васильович
Георгій Васильович Івановський (9 листопада 1919, місто Ржев, тепер Тверської області, Російська Федерація — 31 серпня 2013, місто Сімферополь Автономної Республіки Крим) — радянський діяч, 1-й секретар Кримського обкому ВЛКСМ, начальник Кримського обласного управління культури. Депутат Кримської обласної ради депутатів трудящих.

## Життєпис
У 1934—1937 роках — токар по металу, майстер механічного цеху фабрики імені Ворошилова. У 1936 році вступив до комсомолу. У 1937—1938 роках — секретар комсомольської організації фабрики імені Ворошилова.
У 1938 році за відрядженням ЦК ВЛКСМ поїхав на будівництво судноремонтного заводу Головпівнічморшляху в Мурманську, був комсомольським організатором (комсоргом) будівництва, потім став 1-м секретарем Ленінського районного комітету ВЛКСМ міста Мурманська.
Член ВКП(б) з 1941 року.
З 13 липня 1941 року — у Радянській армії, учасник німецько-радянської війни. Закінчив Лепельське піхотне училище РСЧА, звідки відправлений на Калінінський фронт. Командував мінометною батареєю 168-го полку 24-ї Залізної стрілецької дивізії 3-ї Ударної армії, а потім під Сталінградом у складі 65-ї армії. Був поранений, після контузії сім місяців лікувався у військових госпіталях міста Омська. Комісований та звільнений зі служби 30 серпня 1943 року.
У 1944—1946 роках — слухач Центральної комсомольської школи при ЦК ВЛКСМ у Москві.
У 1946—1947 роках — секретар Кримського обласного комітету ВЛКСМ з пропаганди.
22 травня 1947 — 15 серпня 1949 року — 1-й секретар Кримського обласного комітету ВЛКСМ.
У вересні 1949 року зарахований слухачем Академії суспільних наук при ЦК ВКП(б), тоді ж був виведений із членів Кримського обласного комітету ВКП(б) та з кандидатів у члени бюро Кримського обласного комітету ВКП(б). Незабаром виключений зі складу слухачів Академії суспільних наук у зв'язку «з вираженням політичного недовіри бюро Кримського обласного комітету ВКП(б)» («Ленінградське справа»).
З 1949 року — заступник голови Кримської обласної спілки споживчих товариств із кадрів; завідувач організаційно-інструкторського відділу виконавчого комітету Мурманської обласної ради депутатів трудящих.
У 1960 році закінчив Ленінградську Вищу партійну школу, отримав диплом з відзнакою.
У вересні 1960 — жовтні 1963 року — голова виконавчого комітету Мончегорської міської ради депутатів трудящих Мурманської області.
У 1963—1964 роках — в апараті Кримського промислового обласного комітету КПУ.
У 1964—1982 роках — начальник Управління культури виконавчого комітету Кримської обласної ради депутатів трудящих.
У 1982—1990 роках — директор Кримського Будинку художника.
Потім — персональний пенсіонер у Сімферополі.
Помер 31 серпня 2013 року в місті Сімферополі.

## Родина
Дружина — Сорокіна Антоніна Миколаївна. Дочки Світлана та Наталія.

## Звання
- старший лейтенант

## Нагороди
- орден Вітчизняної війни II ст. (6.04.1985)
- два ордени Трудового Червоного Прапора (1948, 1971)
- медаль «За оборону Радянського Заполяр'я»
- медаль «За оборону Сталінграда» (1943)
- медаль «За перемогу над Німеччиною у Великій Вітчизняній війні 1941—1945 рр.» (1945)
- медалі
- Заслужений діяч мистецтв Автономної Республіки Крим (2004)